# 551878 Stoeger
551878 Stoeger este o planetă minoră (asteroid) din centura de asteroizi. A fost descoperită pe 29 februarie 2012 la  de . 
Obiectul prezintă o orbită caracterizată de o semiaxă mare de 2,765298810884 UAi, o excentricitate de 0,24177346943377, o înclinație de 13,887948430864 ° în raport cu ecliptica.